# Przysłówek w języku angielskim
Przysłówek w języku angielskim – znaczenie, występowanie i struktury zdaniowe przysłówka w języku angielskim.

## Rodzaje przysłówków
Przysłówki można podzielić na następujące kategorie według ich znaczenia:
- sposobu: well, how, quickly, hard, fast
- miejsca: up, there, above, upstairs
- czasu: now, then, soon, afterwards, recently
- stopnia: quite, much, so, too, really, pretty, fairly
- częstotliwości: never, always, often, seldom, generally
- stanowiska: perhaps, actually, wisely
- dodawania i ograniczania: only, either, neither, also, too
- długości czasu: always, never, just, long
- punktu widzenia: mentally, strictly, morally, officially.

## Pozycja przysłówków w zdaniu
- Przed podmiotem: Occasionally she missed lectures → czasem zdarzało się jej nie być na wykładach[1]
- w środku zdania:
  - po pierwszym czasowniku posiłkowym: She has occasionally missed lectures
  - po czasowniku be w jego zasadniczej funkcji: She is occasionally absent from her lectures.
  - jeśli nie ma czasownika posiłkowego, przed czasownikiem  formie osobowej: She occasionally missed lectures
- na końcu zdania: She missed lectures occsionally[1].

## Typowa pozycja dla poszczególnych przysłówków
| Typ przysłówka           | Typowa pozycja | Przykład                       |
| ------------------------ | -------------- | ------------------------------ |
| sposobu                  | tylna          | He paints beautifully.         |
| miejsca                  | tylna          | He`s sitting upstairs.         |
| czasu                    | tylna          | See you tomorrow.              |
| stopnia                  | środkowa       | He`s really enjoying it!       |
| częstotliwości           | środkowa       | They often travel to Minehead. |
| stanowiska               | początkowa     | Perhaps they know              |
| ograniczenia i dodawania | początkowa     | Ann can also speak Finnish     |
| punktu widzenia          | początkowa     | Officially I am not here.      |
| długości czasu           | środkowa       | She`ll never understand me.    |

## Formy przysłówków
Przysłówki mogą przyjmować różne formy:
- Wiele przysłówków jest uformowanych z przymiotników przez dodanie końcówki -ly: slow → slowly, general → generally[1].
- Wiele przysłówków ma formą równą przymiotnikom: well, right, hard, north, straight, pretty itp.